# 県犬養須奈保
県犬養 須奈保（あがたいぬかい の すなほ、生没年不詳）は、奈良時代の貴族。姓は宿禰。県犬養五百依の子とする系図がある。官位は従五位下、丹後守。

## 経歴
大蔵少丞を経て、天平17年（745年）正月に石川名人・大伴古麻呂・大伴家持とともにから従五位下に昇叙され、同年9月に丹後守に任ぜられた。

## 官歴
注記のないものは『続日本紀』による。
- 時期不詳：正六位上
- 天平17年（745年）正月7日：従五位下。4月21日：見大蔵少丞[2]。9月4日：丹後守